# Mjöshulta sågedamm
Mjöshulta sågedamm är en sjö i Borås kommun i Västergötland och ingår i Göta älvs huvudavrinningsområde.